# Sussex South and Crawley (circonscription du Parlement européen)
Sussex South and Crawley était une circonscription du Parlement européen crée pour l'élection du Parlement européen de 1994 et a cessé d'exister en 1999, en raison d'un changement dans le mode de scrutin.
Avant l’adoption uniforme de la représentation proportionnelle en 1999, le Royaume-Uni utilisait le système uninominal à un tour pour les élections européennes en Angleterre, en Écosse et au pays de Galles. Les conscriptions du Parlement européen utilisées dans ce système étaient plus petites que les circonscriptions régionales les plus récentes et ne comptaient chacune qu'un seul membre au Parlement européen.
La circonscription se composait des circonscriptions du Parlement de Westminster de Brighton Kemptown, Brighton Pavilion, Crawley, Hove, Mid Sussex, Shoreham, et Worthing.